# Wiedźma Chrzestna
Wiedźma Chrzestna (ang. Scary Godmother Halloween Spooktakular, 2003) – kanadyjski film animowany zrealizowany jako produkcja telewizyjna. W Polsce wydany na DVD. Ekranizacja komiksów autorstwa Jill Thompson.

## Obsada głosowa
- Tabitha St. Germain –
  - Wiedźma Chrzestna,
  - Lady Ruby
- Britt McKillip – Hannah
- Adam Pospisil – Orson
- Gary Chalk –
  - Wilkołak Harry,
  - Bug-a-boo
- Brittney Irvin – Katie
- Scott McNeil –
  - Skully Pettibone,
  - Hrabia Max

## Wersja polska
Reżyseria: Grzegorz Pawlak

Tekst: Magdalena Machcińska-Szczepaniak

Wystąpili:
- Róża Chrabelska − Wiedźma Chrzestna
- Magdalena Dratkiewicz − Hannah
- Zuzanna Wierzbińska − Orson
- Gracjan Kielar − Jimmy
- Mariusz Siudziński −
  - Wilkołak Harry,
  - Bert,
  - kościotrup-dostawca
- Andrzej Ozga − Kostka
- Artur Majewski − Hrabia Maksymilian
- Jolanta Jackowska-Czop −
  - Katie,
  - Lady Ruby
- Grzegorz Pawlak − Bug-a-boo
- Krzysztof Królak − Daryl

Lektor: Grzegorz Pawlak